# Juan Ignacio Campos
Juan Ignacio Campos Campos (Ciudad Real, 7 de noviembre de 1950-Madrid, 15 de diciembre de 2021) fue un fiscal español que llegó a ser teniente fiscal del Tribunal Supremo. Campos era considerado como un fiscal progresista.

## Biografía
Nació el 7 de noviembre de 1950 en Ciudad Real. Se licenció en Derecho e ingresó en la carrera fiscal a finales de 1977. Su primer destino, en 1978, fue en la Audiencia Territorial de Barcelona y se mantuvo allí hasta 1982, cuando fue destinado a Madrid. Ocho años más tarde, en 1990, fue nombrado teniente fiscal del Tribunal Superior de Justicia de Madrid. Durante esta etapa, destacó su intervención en el asesinato de Lucrecia Pérez, el episodio de racismo que más trascendencia tuvo en España.
Apenas cuatro años después, en 1994, fue elegido por el fiscal general Carlos Granados para ser fiscal de la Secretaría Técnica de la Fiscalía General del Estado. En 1996, fue destinado al Tribunal Supremo y en 2005 el fiscal general Cándido Conde-Pumpido le ascendió a la categoría de fiscal de Sala, continuando en la Fiscalía del Tribunal Supremo.
En 2012, fue nombrado fiscal delegado en materia de delitos económicos. Como fiscal experto en delitos económicos, ha participado en algunas de las mayores investigaciones de corrupción del país, tales como el caso Terra Mítica, el caso Gürtel, el caso Nóos, o el caso Malaya. También ha participado en investigaciones sobre delitos fiscales de futbolistas como las relativas a Messi o Xabi Alonso. En 2017 el fiscal general José Manuel Maza lo confirmó como fiscal jefe de la Sala Penal del Tribunal Supremo.
En junio de 2020 asumió la investigación sobre los posibles delitos económicos del rey Juan Carlos I, que abdicó en 2014.
En diciembre de 2020 presentó su candidatura para sustituir a Luis Navajas Ramos como teniente fiscal del Tribunal Supremo. Campos fue el único candidato y el Consejo Fiscal apoyó su nombramiento en su reunión del 22 de diciembre. El 12 de enero de 2021 el Consejo de Ministros ratificó la decisión del Consejo Fiscal, siendo nombrado oficialmente.
Falleció el 15 de diciembre de 2021 a consecuencia del cáncer que padecía desde hacía tiempo.
En 2023, con motivo del noveno aniversario de la Proclamación del rey Felipe VI, el Ministerio de Justicia le concedió, a título póstumo, la Cruz de Honor de la Orden de San Raimundo de Peñafort.